# Gonzalo Pizarro (canton)
Gonzalo Pizarro est un canton d'Équateur situé dans la province de Sucumbíos.